# Thoại Ngọc hầu

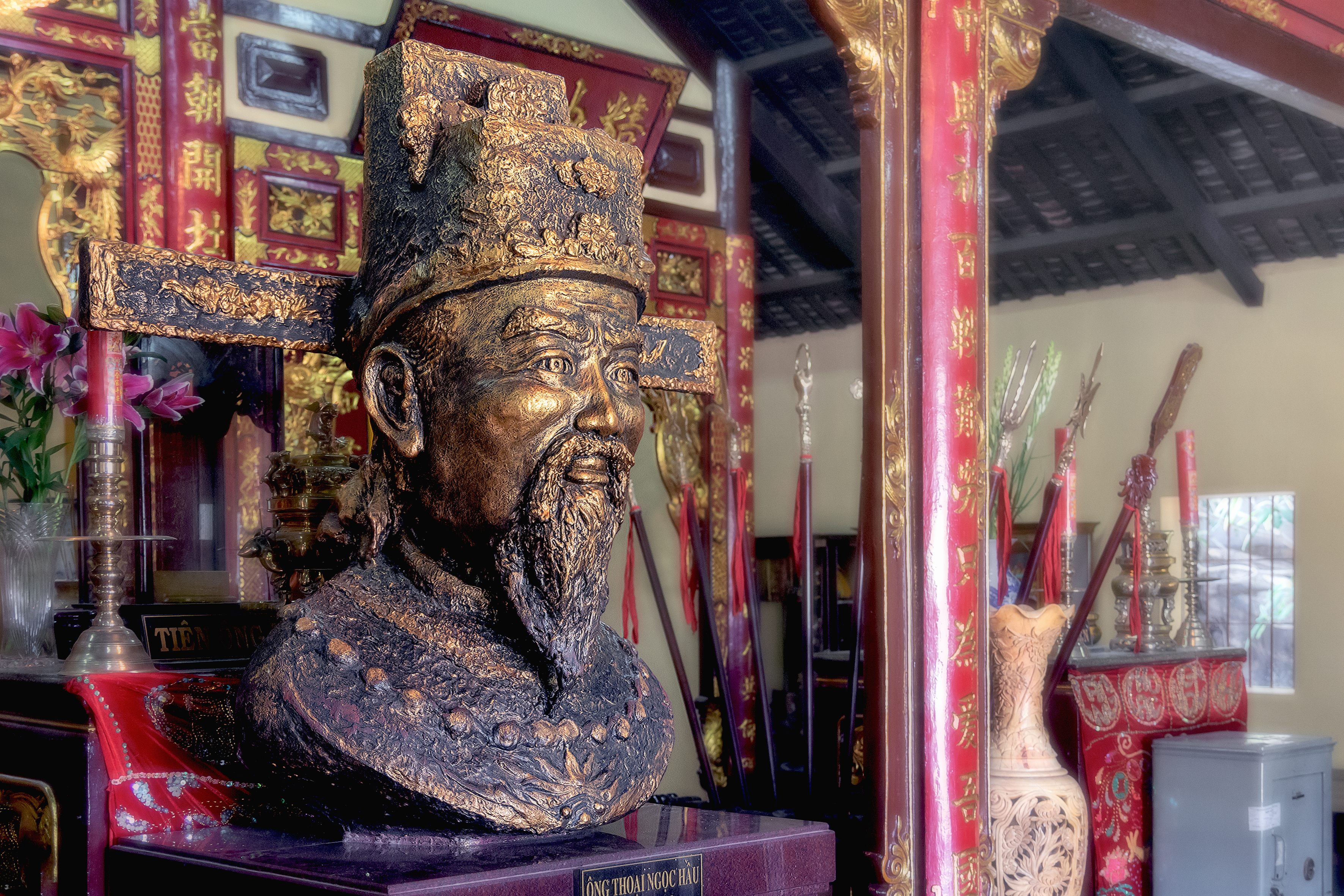
Tượng Thoại Ngọc Hầu trong đền thờ ông tại núi Sam

Thoại Ngọc hầu (chữ Hán: 瑞玉侯, 1761–1829), tên thật là Nguyễn Văn Thoại (chữ Hán: 阮文瑞), là một tướng lĩnh nhà Nguyễn trong lịch sử Việt Nam.

## Thân thế và sự nghiệp
Nguyễn Văn Thoại  sinh ngày 26 tháng 11 năm Tân Tỵ (1761) niên hiệu Cảnh Hưng thứ 22, tại xóm An Trung, làng An Hải, thuộc huyện Diên Phước, phủ Điện Bàn, tỉnh Quảng Nam thời Nguyễn; nay thuộc phường An Hải Tây, quận Sơn Trà, thành phố Đà Nẵng.
Cha ông là Nguyễn Văn Lượng, sinh thời làm chức từ thừa, là một chức quan nhỏ chuyên lo việc tế tự tại các đền miếu do nhà nước lập ra. Mẹ ông là bà Nguyễn Thị Tuyết, vợ thứ của ông Lượng .

### Vào Nam
Thời Nguyễn Văn Thoại sinh ra và lớn lên lúc Trịnh và Nguyễn đánh nhau liên miên, tiếp theo nữa là phong trào Tây Sơn nổi dậy (1771). Vì thế, mẹ ông phải dẫn ông và hai em  chạy nạn vào Nam năm 1775, cuối cùng định cư ở làng Thới Bình trên cù lao Dài, nằm giữ sông Bang Tra và sông Cổ Chiên; nay thuộc địa phận huyện Vũng Liêm, tỉnh Vĩnh Long.

### Theo nghiệp binh
Năm Đinh Dậu (1777), 16 tuổi, Nguyễn Văn Thoại đến xin đầu quân Nguyễn tại Ba Giồng (Định Tường). Năm 1778, ông có mặt trong trận chiến đấu chiếm lại thành Gia Định.
Năm 1782, quân Tây Sơn đánh bại quân chúa Nguyễn ở cửa Cần Giờ, ông phò chúa Nguyễn Phúc Ánh chạy về Ba Giồng (Định Tường). Từ năm 1784 đến năm 1785, ông đã theo chúa Nguyễn sang Xiêm La hai lần để cầu viện.
Từ năm 1787 đến năm 1789, Nguyễn Văn Thoại có công trong việc thu lại thành Gia Định nên được phong chức Cai cơ.
Năm 1791, ông được cử là Trấn thủ hải khẩu Tắc Khái (tức cửa Lấp thuộc Bà Rịa).
Năm 1792, ông lại sang Xiêm La, trên đường về đã đánh tan bọn cướp biển Bồ Đà (Giavanays, người Java). Liên tục các năm 1796, 1797, 1799 ông đều được chúa cử sang nước Xiêm La.
Năm 1800, Nguyễn Văn Thoại được phong Khâm sai Thượng đạo Bình Tây tướng quân, phối hợp với Lào đánh quân Tây Sơn ở Nghệ An. Nhưng đến năm 1801, thì ông bị giáng cấp, xuống chức Cai đội quản suất Thanh Châu đạo, vì tự ý bỏ về Nam mà không đợi lệnh trên.
Năm 1802, chúa Nguyễn thống nhất đất nước, lên ngôi vua hiệu là Gia Long. Trong dịp tặng thưởng các bề tôi có công, Nguyễn Văn Thoại cũng chỉ được phong Khâm sai Thống binh cai cơ, nhận nhiệm vụ ra thu phục Bắc Thành rồi được giữ chức Trấn thủ ở nơi đó. Ít lâu sau ông nhận lệnh làm Trấn thủ Lạng Sơn, rồi lại vào Nam nhận chức Trấn thủ Định Tường (1808).
Năm 1812, ông sang Cao Miên đón Nặc Ông Chân về Gia Định. Năm 1813, ông hộ tống Nặc Chân về nước và ở lại nhận nhiệm vụ bảo hộ Cao Miên.

### Làm Trấn thủ trấn Vĩnh Thanh
Ở Cao Miên được ba năm, Thoại Ngọc Hầu được triệu về Huế (1816), rồi nhậm chức trấn thủ trấn Vĩnh Thanh (1817). Cũng trong năm này, ông cho lập 5 làng trên cù lao Dài.
Ở trấn Vĩnh Thanh, ông sốt sắng lo việc khẩn hoang lập ấp, đào kinh đắp đường, phát triển và bảo vệ vùng đất mới. Các công trình lớn của ông còn để lại cho đời sau là:
- Kênh Thoại Hà: khởi đào vào năm 1818, dài hơn 30 km, nối rạch Đông Xuyên (Long Xuyên) với ngọn Giá Khê (Rạch Giá). Đào xong được vua Gia Long đã cho phép lấy tên ông để đặt cho tên núi (Thoại Sơn) và tên kênh (Thoại Hà).
- Kênh Vĩnh Tế: đào theo biên giới Tây Nam nối liền Châu Đốc – Hà Tiên (tức nối sông Châu Đốc ra vịnh Thái Lan). Kênh dài hơn 87 km, huy động hàng vạn nhân công thực hiện từ năm 1819–1824 (có hoãn đào 4 lần). Con kênh được đặt tên theo tên vợ chính của ông, phu nhân Châu Thị Tế.
- Năm 1823, ông cho lập 5 làng trên bờ kênh Vĩnh Tế là Vĩnh Nguơn, Vĩnh Tế, Vĩnh Điều, Vĩnh Gia và Vĩnh Thông[5]. Liên quan đến việc mộ dân lập làng của ông, sử nhà Nguyễn có đoạn chép: "Án thủ Châu Đốc là Thống chế Nguyễn Văn Thoại trước mộ dân dời đến ở đất biên thùy, đặt ra 20 xã thôn, vay của công 1.900 quan tiền và 1.500 phương gạo cho dân, đã hoãn nhiều năm, dân vẫn chưa trả được. Đến nay Thoại đem của nhà trả bù cho dân" [6].
- Năm 1825, ông cho đắp con đường từ Châu Đốc lên Lò Gò (tức thị trấn Angkor Borei ngày nay) – Sóc Vinh nối các làng với nhau rất tiện lợi trong việc đi lại cho nhân dân.[7]
- Lộ Núi Sam–Châu Đốc, dài 5 km, làm từ năm 1826 đến 1827, huy động gần 4.500 nhân công. Làm xong, ông cho khắc bia "Châu Đốc Tân Lộ Kiều Lương" dựng tại núi Sam năm 1828 để kỷ niệm. Ngày nay, tấm bia không còn, nhưng còn văn bia trong sử sách.

Những công trình trên được xem là cơ sở để người Việt đặt chủ quyền lâu dài trên vùng đất mới này.
Ngoài các công trình trên, ông còn làm được nhiều việc khác trước khi mất như: 
- Năm 1820: đánh dẹp được cuộc nổi dậy của Sãi Kế. Sãi Kế là người Khmer không rõ tung tích đã làm cuộc nổi dậy chống lại nhà Nguyễn. Quan quân chống không nổi. Khi thế lực lớn dần, Sãi Kế tự xưng là Chiêu Vương, dẫn thuộc hạ đi đánh phá nhiều nơi trong trấn Phiên An (Gia Định), và quấy nhiễu cả đất Cao Miên. Tổng trấn Gia Định Thành lúc bấy giờ là Lê Văn Duyệt, liền sai Huỳnh Công Lý, sau lại cử thêm Nguyễn Văn Tri, Nguyễn Văn Thoại mới đánh dẹp được. Sãi Kế bị chém chết tại trận[8].
- Năm 1821, ông giữ chức Thống Chế bảo hộ Cao Miên, kiêm Án thủ Châu Đốc đồn, kiêm quản trấn Hà Tiên. Ghi nhớ công lao bảo hộ của ông, tháng 4 âm năm 1824, Nặc Ông Chân (Ang Chan II), hiến tặng nhà Nguyễn thông qua Nguyễn Văn Thoại (để trả ơn Thoại), 3 vùng Chân Sum (còn gọi là Chân Thành hay Chân Chiêm, nằm giữa Giang Thành và Châu Đốc), Mật Luật (Ngọc Luật, cũng nằm giữa Giang Thành và Châu Đốc), Lợi Kha Bát (Prey Kabbas tỉnh Takeo). Nhà Nguyễn chỉ lấy 2 đất Chân Sum và Mật Luật (Mật Luật sau thành đất huyện Tây Xuyên). Chân Sum sau được phân vào hai huyện Hà Âm và Hà Dương từng thuộc phủ Tĩnh Biên tỉnh Hà Tiên, trước khi chia về cho tỉnh An Giang.
- Năm 1827: Lập đội quân Châu Đốc để phòng giữ Châu Đốc, lập đội quân An Hải để phòng giữ Hà Tiên. Cũng trong năm này, ông đã có chuyến về thăm quê hương là làng An Hải. Trong những ngày ở quê, ông đã cho lập lại chợ An Hải, đồng thời phụng cúng tiền của để xây dựng đình, chùa của làng. Đi ghi nhớ công lao, dân làng đã tôn vinh ông là hậu hiền [9].
- Tháng 9 năm 1828: Dựng bia Vĩnh Tế sơn, còn gọi là bia "Thừa Đế lịnh tế cô hồn Vĩnh Tế tân kinh", bài văn khắc 730 chữ, nội dung tế cô hồn những dân, binh chết do đào kênh., cho thu nhặt và cải táng hài cốt của sưu dân đã mất trong khi đào kênh Vĩnh Tế...

### Mất
Nguyễn Văn Thoại mất vì bệnh tại nhiệm sở Châu Đốc vào ngày 6 tháng 6 (âm lịch) năm Kỷ Sửu (1829), hưởng thọ 68 tuổi . Theo bảng tóm lược của Nguyễn Văn Hầu, trong 52 năm công vụ, Nguyễn Văn Thoại (tức Thoại Ngọc Hầu) đã 7 lần sang Xiêm La, 2 lượt sang Lào và 11 năm giữ trọng trách bảo hộ Cao Miên (tức Campuchia ngày nay).

Ông được an táng tại chân núi Sam. Mộ ông nằm giữa, hai bên là mộ bà chính thất Châu Thị Tế và mộ bà thứ thất Trương Thị Miệt. Văn bia tại ngôi mộ ông như sau:

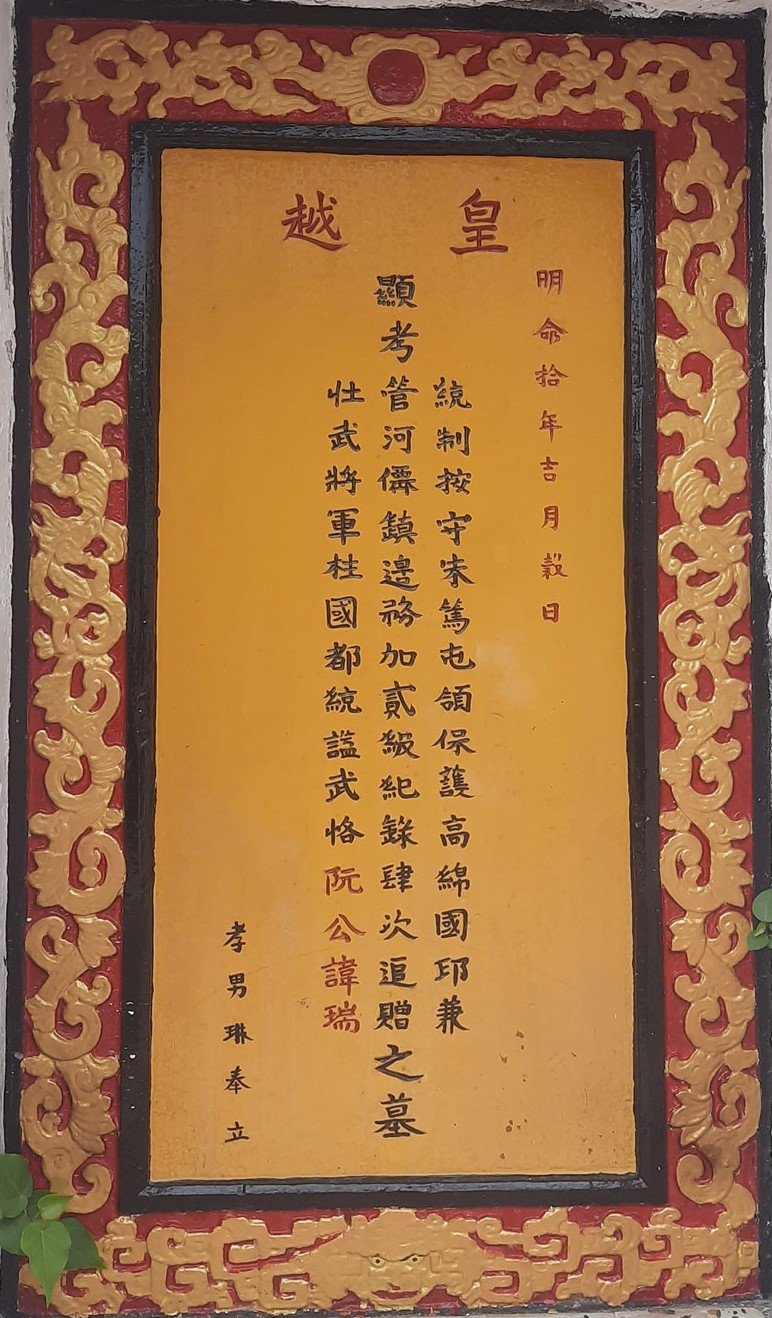
Bia mộ Thoại Ngọc hầu

Chữ Hán:
"皇越 顯考 統制按守朱篤屯 领保護髙綿國印 兼管河僊鎮邊務 加貳級 紀錄肆次 追贈壮武将軍 柱國都統 諡武恪 阮公諱瑞 之墓 明命拾年吉月栽日 孝男琳奉立.
Phiên âm:
"Hoàng Việt, Hiển khảo, Thống chế án thủ Châu Đốc đồn, lãnh Bảo hộ Cao Miên quốc ấn, kiêm quản Hà Tiên Trấn biên vụ, gia nhị cấp, kỉ lục tứ thứ, truy tặng Tráng Võ tướng quân, Trụ quốc Đô thống, thoại Võ Khác, Nguyễn Công húy Thoại chi mộ. Minh Mạng thập niên kiết ngoạt tài nhựt. Hiếu nam Lâm phụng lập."
Dịch nghĩa:
"Hoàng Việt, Hiển khảo, Thống chế án thủ Châu Đốc đồn, lãnh Bảo Hộ Cao Miên quốc ấn, kiêm quản Hà Tiên trấn biên vụ, được ban Nhị cấp, thưởng Kỷ lục lần thứ tư, và được truy tặng Tráng Võ tướng quân, Trụ quốc Đô thống, tên thụy là Võ Khác. Ông họ Nguyễn, tên húy là Thoại. Bia này lập năm Minh Mạng thứ 10 (1829) do con trai là Nguyễn Văn Lâm."

## Nỗi oan ức

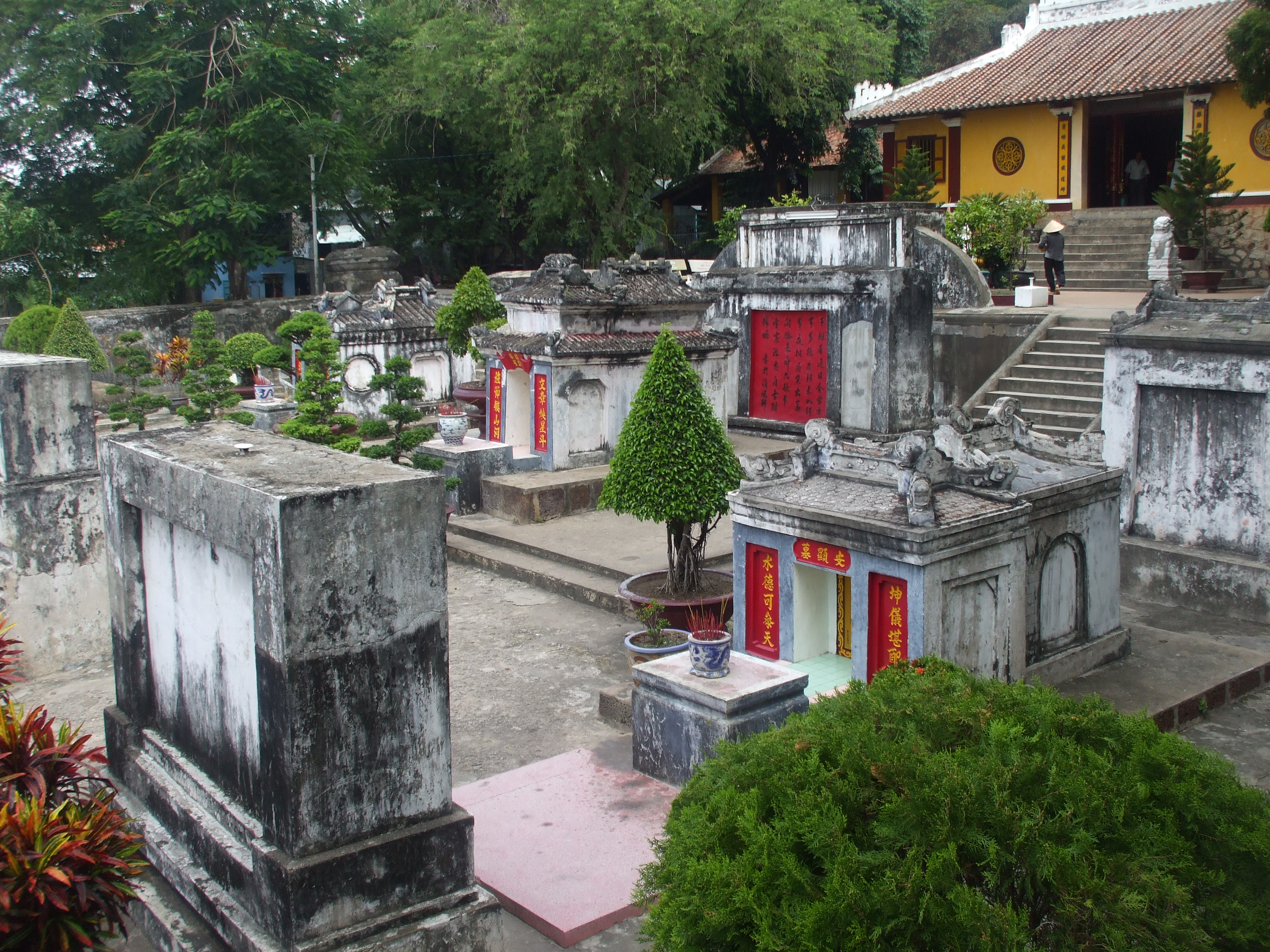
Khu lăng Thoại Ngọc Hầu.

Năm Kỷ Sửu (1829), tuổi cao, sức yếu, Thoại Ngọc hầu rồi cũng đến lúc về với tiên tổ. Công lao phò vua dựng nước, kiến thiết cơ nghiệp nhà chúa của ông, được sử nhà Nguyễn ghi nhận là “Thoại cầm cương giàn ngựa đi theo hầu vua, nên được tri ngộ, lại bôn ba con đường thượng đạo, qua lại các nước Xiêm, Lào, Lạp man, thực là có công”.

### Bị vu cáo
Trước khi Thoại Ngọc Hầu mất vài tháng, phát ra vụ án Trần Nhật Vĩnh ở Gia Định. Sau đó, Minh Mạng cho rằng: "Minh Mệnh thứ 11 [1830] .. Như năm trước mua đậu khấu mỗi 100 cân trả đến trên dưới 150 lạng bạc, thế mà bảo hộ Chân Lạp là Nguyễn Văn Thoại cùng phạm viên là Trần Nhật Vĩnh chỉ trả 50, 60 lạng, lại còn nói tự xuất của nhà để cấp thêm. Bọn ấy đã mưu gian cho đầy túi, lại đổ lỗi cho bề trên, thì dân mọn ở biên thuỳ còn trông mong gì nữa." Vì lý do này, Minh Mạng bác bỏ sớ xin cấp mộ phu cho Thoại Ngọc Hầu.
Thành thần Gia Định tâu rằng : 41 xã thôn phường mới lập ở bảo Châu Đốc, dân binh chỉ có hơn 800 người, địa lợi chưa có thể khai khẩn, xin rộng cho niên hạn đăng sổ chịu thuế. Minh Mạng cho đó là tội của Nguyễn Văn Thoại.
Năm Minh Mệnh năm thứ 12 [1831], Bảo hộ Chân Lạp kiêm quản đồn Châu Đốc là Nguyễn Văn Tuyên tâu: Năm Minh Mệnh thứ 8 [1827] nguyên bảo hộ Nguyễn Văn Thoại tự xuất của nhà ra dựng kho công, bỏ sót không biên vào sổ sách. Vua bảo bộ Công “Nguyễn Văn Thoại năm trước tự tiện làm những nhà kho, Trẫm nghĩ cũng là việc công, nên tạm tha tội cho, ban cho 1.000 quan tiền, đó là ơn riêng. Sau đó [Thoại] lại thói quen cũ, tự tiện dựng kho thóc, thì ngày thường tự ý làm bậy, chẳng phải chỉ là một việc mà tựu trung không khỏi có cái tệ mượn việc công làm việc tư. Đáng lẽ phải chiếu luật trừng trị. Nhưng [Thoại] đã chết rồi nên miễn cho”.
Năm Minh Mệnh thứ 13 [1832], triều đình truy luận tội Nguyễn Văn Thoại nguyên Bảo hộ Chân Lập. Trước đây, Lê Văn Duyệt, Tổng trấn Gia Định, sai Hình tào Vũ Du đi dò xét tình trạng dân Phiên (Chân Lạp). Du về nói dò được việc Nguyễn Văn Thoại, khi lĩnh chức Bảo hộ, ngày thường bắt dân Phiên đi lấy gỗ táu đem nộp mà không cấp tiền và gạo, lại bắt dân Phiên làm việc tư, sửa đắp đường cái, để đưa đám chôn cất vợ. Về sau điều tra ra là Vũ Du vu cáo sai sự thật.
Công nghiệp ở đời của ông, lớn lao lắm, vậy mà hồn về nơi chín suối, nhưng dư âm oan khuất cõi phong trần vẫn chưa yên. Liệt truyện có chép: “Sau khi Thoại chết, rồi Hình tào là Vũ Du trích phát ra nhiều khoản về sinh việc nhiễu dân. Sai giao xuống bộ Hình bản xử. Khi bản án dâng lên, xuống chiếu truy giáng 5 phẩm hàm, thu lại chức tập ấm của con, lại tịch thu cả gia sản truy đổi lại dân Phiên đã cấp cho trước. Du rồi sau vì dò xét không đúng sự thực phải cách chức, phát ra Cam Lộ để hiệu lực”.
Sự thể tường tận vụ án oan của vị công thần này, được nghiên cứu của Nguyễn Văn Hầu trong Thoại Ngọc hầu và cuộc khai phá miền Hậu Giang cho hay là sau khi tên Du tố cáo, vua Minh Mạng cho mở cuộc điều tra.
Dẫu Thoại Ngọc hầu đã mất, vẫn bị giáng xuống hàng ngũ phẩm. Con ông là Lâm thì bị cách đoạt hết ấm chức. Gia sản của ông lúc sinh thời bị tịch thu để đem chia cho dân Miên. Đất của ông ở huyện Vĩnh Bình, phủ Định Viễn bị phát mãi… Nghĩa là ông từ công thần có công trở thành kẻ tội đồ.
Ấy nhưng sau này triều đình làm sáng tỏ ra được thực chất đây là một vụ vu oan giá họa, thì người vô tội đã không còn cơ hội mà cải chính khi nằm sâu ba tấc đất rồi. Tên Du kia dù bị đày đi Cam Lộ, Quảng Trị, nhưng nỗi oan của ông vẫn chưa được bù đắp, danh phẩm chưa được phục hồi.
Con dòng thứ của Thoại Ngọc hầu là Nguyễn Văn Minh phải sống cuộc đời thường dân; còn Lâm thì đã bị mất hết chức tước tập ấm. Vậy là, án oan sáng tỏ, nhưng vua Minh Mạng lại không có hành động cụ thể gì để phục hồi lại danh dự bị kẻ xấu làm hoen ố của Thoại Ngọc hầu.

### Vụ án liên can tới người con gái nuôi
Người thì đã mất, chỉ khổ cho cháu con nơi trần gian phải ngậm đắng nuốt cay vì án oan của cha ông. Sau này, nghĩa tế của Thoại Ngọc hầu là Võ Vĩnh Lộc (Thoại Ngọc hầu không có con gái, đã nhận con nuôi là Thị Nghĩa. Sau Nghĩa lấy Lộc), vì mối căm hờn chất chứa với triều đình đã cùng vợ mình tham gia vụ biến thành Phiên An của Lê Văn Khôi. Lộc làm Hậu quân dưới trướng Khôi. Dĩ nhiên là sau này vụ nổi loạn của Lê Văn Khôi bị dẹp. Lộc và vợ phải chịu tội làm loạn.
Theo tờ tâu của bộ Hình sau khi tra xét, thì “Thị Nghĩa là vợ của Vĩnh Lộc. Cứ theo lời khai của con ông Văn Thoại đã mất tên là Nguyễn Văn Lâm, thì năm xưa Nguyễn Văn Thoại từng bảo dưỡng Thị Nghĩa, nhưng Thị Nghĩa vốn không phải là con của Văn Thoại sinh ra. Trước kia tên nghịch Lộc có dẫn Thị Nghĩa đem vào trong thành. Các thứ lớp, sự tình kính trình lên đầy đủ”. Tờ trình này không cho biết thêm gì về hậu quả mà Lộc và Thị Nghĩa phải nhận. Nhưng việc triều đình chém cả ngàn người vụ loạn Khôi, và Lộc thì giữ Hậu quân của Khôi, thì tội chẳng nhỏ.
Theo Đại Nam thực lục: Võ Vĩnh Lộc là một trong những thủ lĩnh cừ khôi nhất trong nhóm cố thủ ở thành Phiên An. Năm 1834, sau khi dụ hàng Võ Vĩnh Lộc bất thành, triều đình: Lại sai bộ Hình phái 1 Lang trung và 1 Quản vệ, áp giải em trai tên nghịch Lộc là Võ Vĩnh Tiến và cháu gọi nó bằng bác là Võ Vĩnh Căng đương bị giam, đem chém ngang lưng, bêu đầu trong 3 ngày, rồi vứt xuống biển. Vợ tên Lộc là Nguyễn Thị Lý và con gái nó là Vũ Thị Mai cũng đều đem chém. Võ Vĩnh Lộc sau đó bị súng lớn ở ngoài trường lũy bắn chết khi phòng thủ. Khi hạ được thành: bắt sống ... một vợ lẽ, một con trai của nghịch Lộc. Có thể người vợ lẽ này là Thị Nghĩa.

### Tấm lòng của người dân với ông
Thoại Ngọc Hầu chỉ được phong Trung đẳng thần theo sắc truy phong của vua Khải Định năm thứ 9, tháng (?) ngày 25, và sắc của Bảo Đại năm thứ 18, tháng 8 ngày 15. Các sắc này đều ở dạng "bổn nhì" vì sắc thời Minh Mạng đã bị thu hồi, do Võ Du tố cáo ông nhũng nhiễu của dân và còn vì con gái nuôi của ông tên (thị) Nghĩa có chồng là Võ Vĩnh Lộc, theo Lê Văn Khôi chống lại triều đình.
Ngạc Xuyên Ca Văn Thỉnh khi nhận xét về vụ án oan của công thần họ Nguyễn trên Đại Việt tập chí, số 29, đã chua xót mà rằng “Đọc đoạn cuối cùng trong tiểu sử (ghi trong Đại Nam chính biên liệt truyện – người dẫn chú), chúng ta bắt đầu đau lòng trông thấy vết lọ mà kẻ nha thuộc bôi lên danh dự của Ngài.
Chúng ta bắt ngậm ngùi hồi tưởng lại công nghiệp vĩ đại của Ngài, mà khi quá cố, lại kẻ tiểu nhơn cáo gian, không được đấng chí tôn soi xét; rồi tự hỏi: “Oan hồn Ngài có ngậm tủi tự chốn tuyền đài chăng?”.
Dẫu bị triều đình làm nên sự oan khuất là thế, nhưng với hậu thế, công lao của ông thì bia đá có mòn, chứ lòng ngưỡng vọng của dân thì không có phai, như trong Người Việt đất Việt có ngâm ngợi rằng:
Hùng vĩ Lăng ông Thoại Ngọc hầu,
Ngàn xưa coi lại nét thanh cao.
Phò vua, trải mật bao gian khổ,
Công nghiệp còn ghi dấu cựu trào...

## Chánh thất
Châu Thị Tế 朱氏濟 (1766–1826), là vợ chính (chánh thất) của Thoại Ngọc Hầu.
Bà sinh ngày Mùi, tháng 4, năm Bính Tuất (1766) tại cù lao Dài (cù lao Năm Thôn), thuộc xã Quới Thiện, huyện Vũng Liêm, tỉnh Vĩnh Long.
Bà là trưởng nữ của ông Châu Huy (có sách chép là Châu Vĩnh Huy) và bà Đỗ Thị Toán. Có lời đồn đại bà là người Khmer, nhưng không có chứng cứ. Trong phần tổng kết cuộc Hội thảo khoa học danh nhân Thoại Ngọc Hầu (An Giang, 1999) đã khẳng định bà là người Việt .
Thời chúa Nguyễn, Nguyễn Văn Thoại theo mẹ di cư vào Nam sinh sống ở cù lao Dài nên mới gặp bà ở đây, và cưới bà vào năm 1788 .
Châu Thị Tế sống với Nguyễn Văn Thoại, sinh được một người con trai là Nguyễn Văn Lâm . Bà mất vào giờ Ngọ, ngày rằm, tháng Mười, năm Bính Tuất (1826), được phong Nhàn Tĩnh phu nhân.
Bà có tiếng là người vợ hiền đức, tận tụy, đảm đang đã góp phần không nhỏ trong sự nghiệp của chồng. Nên lúc bấy trong dân gian có câu:
Nước Nam trai sắc gái tài,
Gương bà Châu thị lưu đời ngàn năm .
Và trong bia Phụng đặc tứ danh Vĩnh Tế Sơn bia ký (Bia chép núi Vĩnh Tế do vua đặc biệt ban tên), gọi tắt là bia Vĩnh Tế Sơn có đoạn do chồng bà soạn, và ông đã dành cho vợ những lời lẽ tốt đẹp như sau:
...Năm trước đây, thần phụng mạng xem sóc việc đào kênh Đông Xuyên, vua đã lấy danh tước thần nêu lên bên bờ kênh núi Sập mà đặt tên núi Thoại (tức Thoại Sơn). Đến nay, hoàng ân lại xét đến lòng thần, cho là biết tề gia hợp hòa khí, lại hạ cố đến vợ thần là Châu Thị Tế, có chút công lao, nên xuống lệnh ban cho tên núi Sam là Vĩnh Tế Sơn..."
Tú tài Trần Hữu Thường, dịch thơ:
...Họ Châu tên Tế vợ tôi,
Noi bà Thái Dĩ ỷ ôi khuyên chồng.
Thờ trên siêng gắng một lòng,
Cũng nhờ chút giúp sửa xong nghĩa đời.
Bề trên dùng núi sánh người,
Sửa tên Vĩnh Tế ngàn ngày để vinh.
Người nhớ núi ấy nêu danh,
Tóc trâm móc gội thêm xinh khôn dò.
Núi nhờ người đặt hiệu cho,
Cỏ cây thêm sắc ơn vua thắm nhuần...
Ngoài Châu Thị Tế, Nguyễn Văn Thoại còn có một người vợ thứ tên là Trương Thị Miệt (?–1821), sinh cho ông được một trai tên Nguyễn Văn Minh.

## Người Việt ghi công

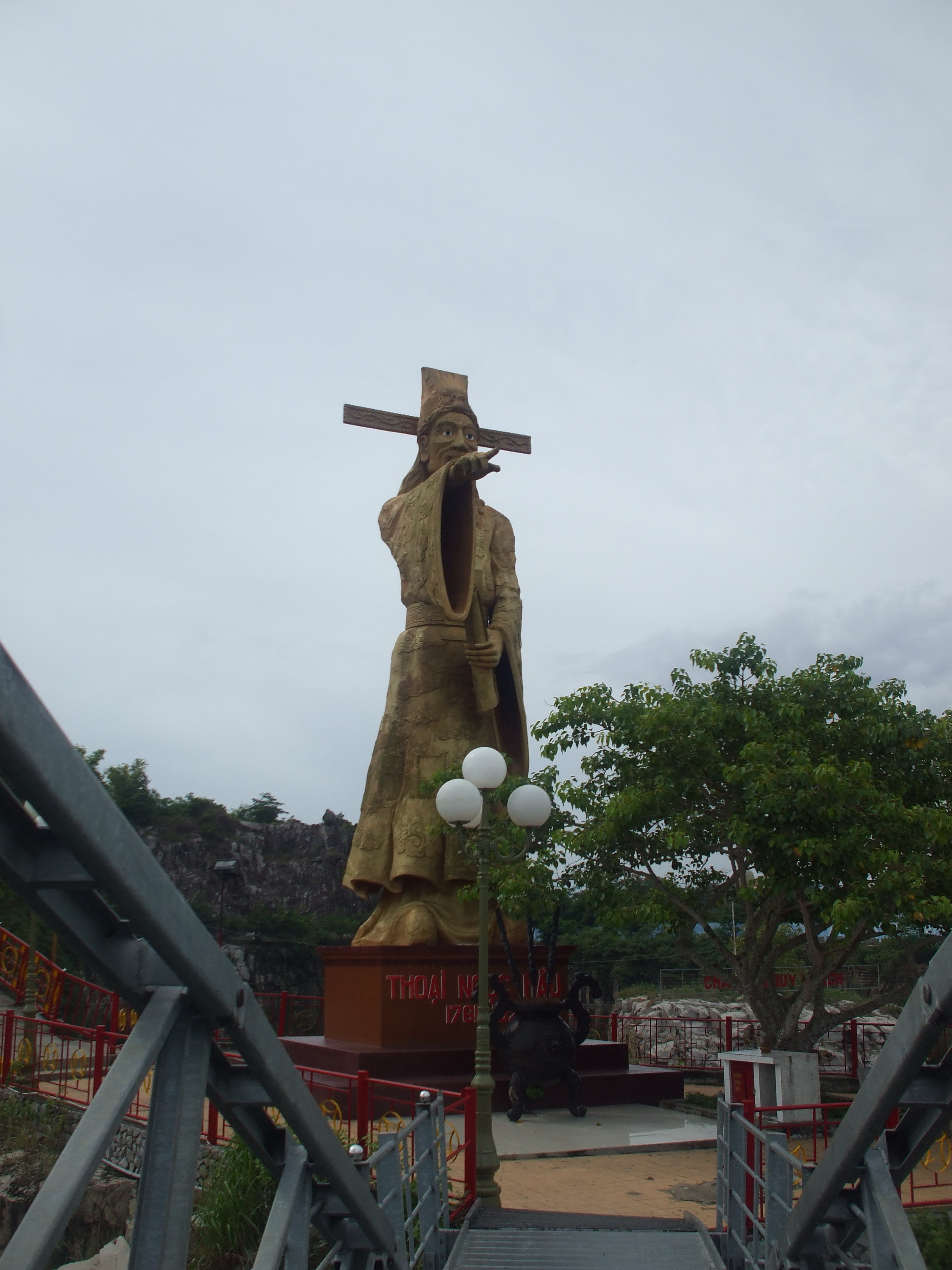
Tượng Thoại Ngọc Hầu cao hơn 10m tại Hồ Ông Thoại.

Thoại Ngọc Hầu và Châu Thị Tế được nhiều người dân ở An Giang cảm mến, nhớ ơn. Ở huyện Thoại Sơn, ngoài đền thờ, bia đá còn có khu du lịch mang tên Hồ Ông Thoại. Tại chân núi Sam, có một làng mang tên Vĩnh Tế. Hai tiếng Vĩnh Tế đời biểu lộ sự nhớ ơn của nhân dân đối với ông bà Bảo hộ Thoại....
Nơi ấy, còn có các câu ca dao:
Đi ngang qua cảnh núi Sam,
Thấy lăng ông lớn hai hàng lụy rơi.
Ông ngồi vì nước vì đời,
Hy sinh tài sản không rời nước non.
Nước kênh Vĩnh Tế lờ đờ,
Nhớ ông Bảo Hộ dựng cờ chiêu an..
Đồng An Trường chó ngáp,
Làng Quới Thiện trồng lác bốn mùa.
Nhớ ông Bảo Hộ ngày xưa,
Dựng làng, mở cõi nắng mưa dãi dầu .
Tên Thoại Ngọc Hầu được dùng để đặt tên cho một đường phố lớn, một trường trung học phổ thông chuyên tại tỉnh An Giang, trước năm 1975 có tên trung học Thoại Ngọc Hầu, nay là Trường Trung học phổ thông chuyên Thoại Ngọc Hầu là trường đào tạo học sinh giỏi của tỉnh An Giang. Ở phường Phú Thạnh, quận Tân Phú, Thành phố Hồ Chí Minh cũng có một con đường mang tên ông và quận Tân Phú,Thành phố Hồ Chí Minh cũng lấy tên ông đặt làm tên cho một trường trung học cơ sở tọa lạc tại phường Phú Trung,quận Tân Phú. Tên Châu Thị Tế cũng được chọn, để đặt tên cho một con đường tại thành phố Long Xuyên.
Đền và khu mộ (gồm mộ: Thoại Ngọc Hầu, Châu Thị Tế và Trương Thị Thiệt), gọi chung là Sơn lăng, tọa lạc ở chân núi Sam (Châu Đốc), đã được liệt vào hạng di tích lịch sử cấp quốc gia vào ngày 4 tháng 12 năm 1997.
Ngày 25 tháng 7 năm 2009 tại thị xã Châu Đốc, Hội khoa học Lịch sử Việt Nam, UBND tỉnh An Giang và UBND thành phố Đà Nẵng đã phối hợp tổ chức cuộc "Hội thảo khoa học danh nhân Thoại Ngọc Hầu Nguyễn Văn Thoại, nhân kỷ niệm 180 năm ngày mất" (mùng 6 tháng 6 âl năm 1828–mùng 6 tháng 6 âl năm 2009, nhằm ngày 27 tháng 7 năm 2009). Có 157 đại biểu là các nhà quản lý, nhà nghiên cứu khoa học trong và ngoài tỉnh về tham dự.
Kết quả, các tham luận đều khẳng định Thoại Ngọc Hầu có công lao to lớn đối với vùng đất Nam Bộ. Ông là người có tâm và có tầm với cái nhìn chiến lược, có ý chí kiên định và là người tài đức vẹn toàn. Ngoài vai trò là một danh tướng, nhà doanh điền, nhà quản lý hành chánh, nhà văn hóa và ngoại giao giỏi; ông còn là một người con luôn nặng tình với nhân dân, với quê hương, với vợ con và bằng hữu (như việc không muốn đối đầu với Trần Quang Diệu trong trận chiến Phú Xuân năm 1801) .

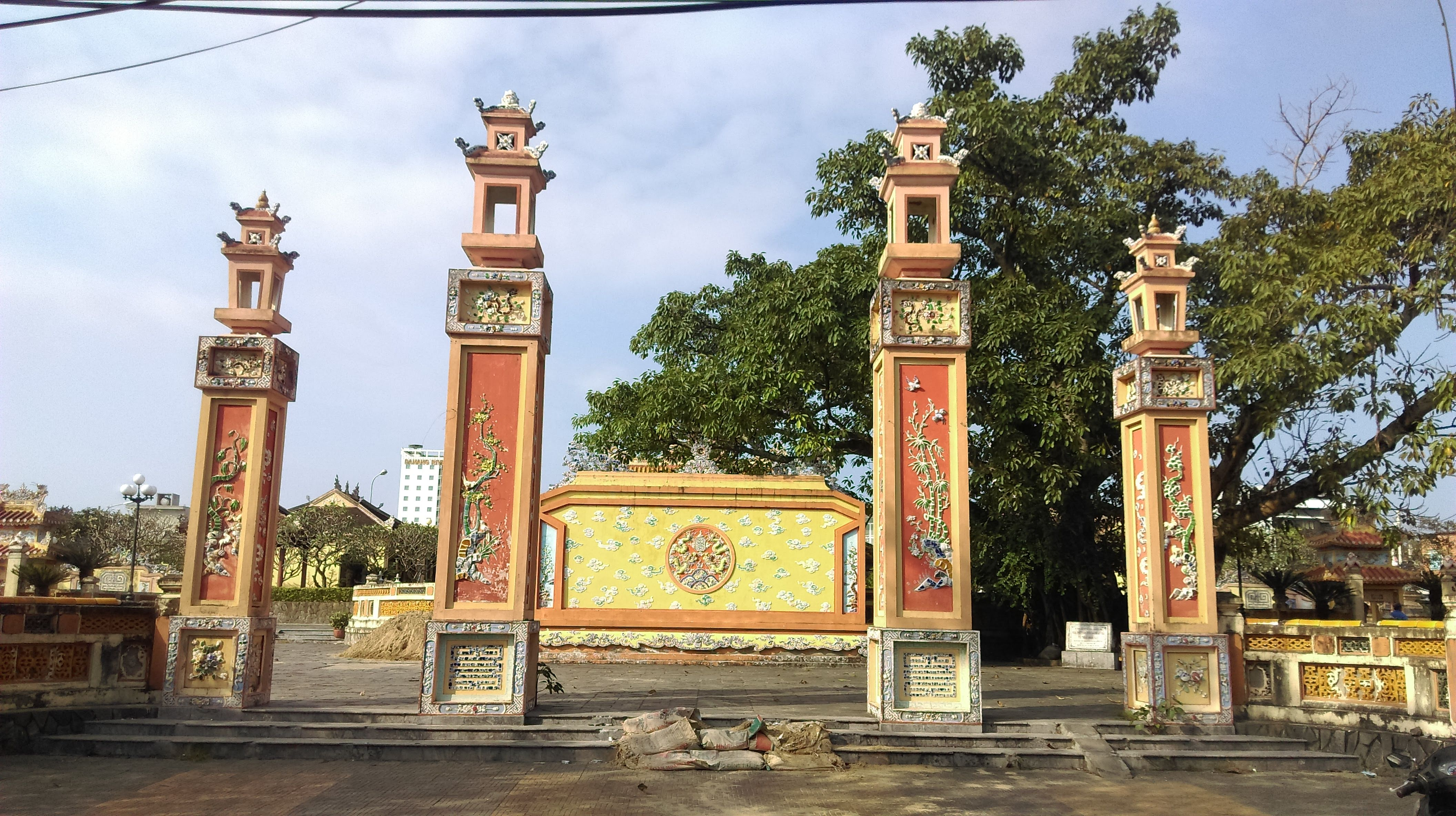

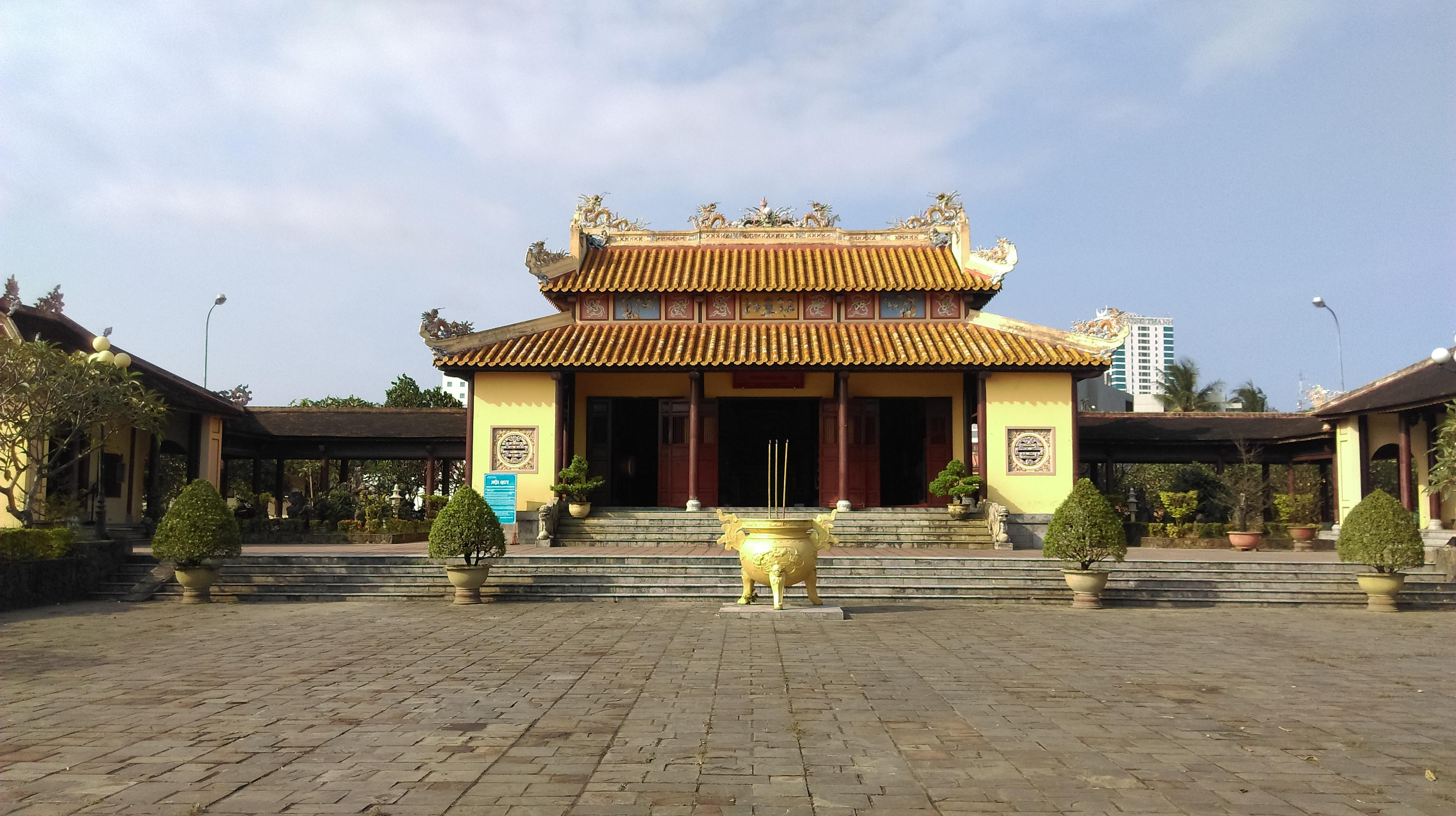
Nhà thờ Thoại Ngọc Hầu tại phường An Hải Tây, quận Sơn Trà, Đà Nẵng.

## Tên đường
Ở Thành phố Hồ Chí Minh trước năm 1975 (lúc đó gọi là Sài Gòn và Gia Định) có tới hai con đường mang tên của ông với 2 tên gọi khác nhau. Đường Nguyễn Văn Thoại của Đô thành Sài Gòn cũ hiện nay là đường Lý Thường Kiệt đi qua các quận 5, 10, 11 và Tân Bình (nối dài từ đường Hồng Bàng đến Ngã 4 Bảy Hiền); còn đường Thoại Ngọc Hầu của tỉnh Gia Định cũ nay là đường Phạm Văn Hai ở quận Tân Bình.
Ở thành phố Đà Nẵng: Hiện nay có tên đường Nguyễn Văn Thoại khởi đầu tại nút giao thông Ngô Quyền - Trần Thị Lý- Ngũ Hành Sơn và điểm cuối giao với đường Võ Nguyên Giáp.

## Ảnh

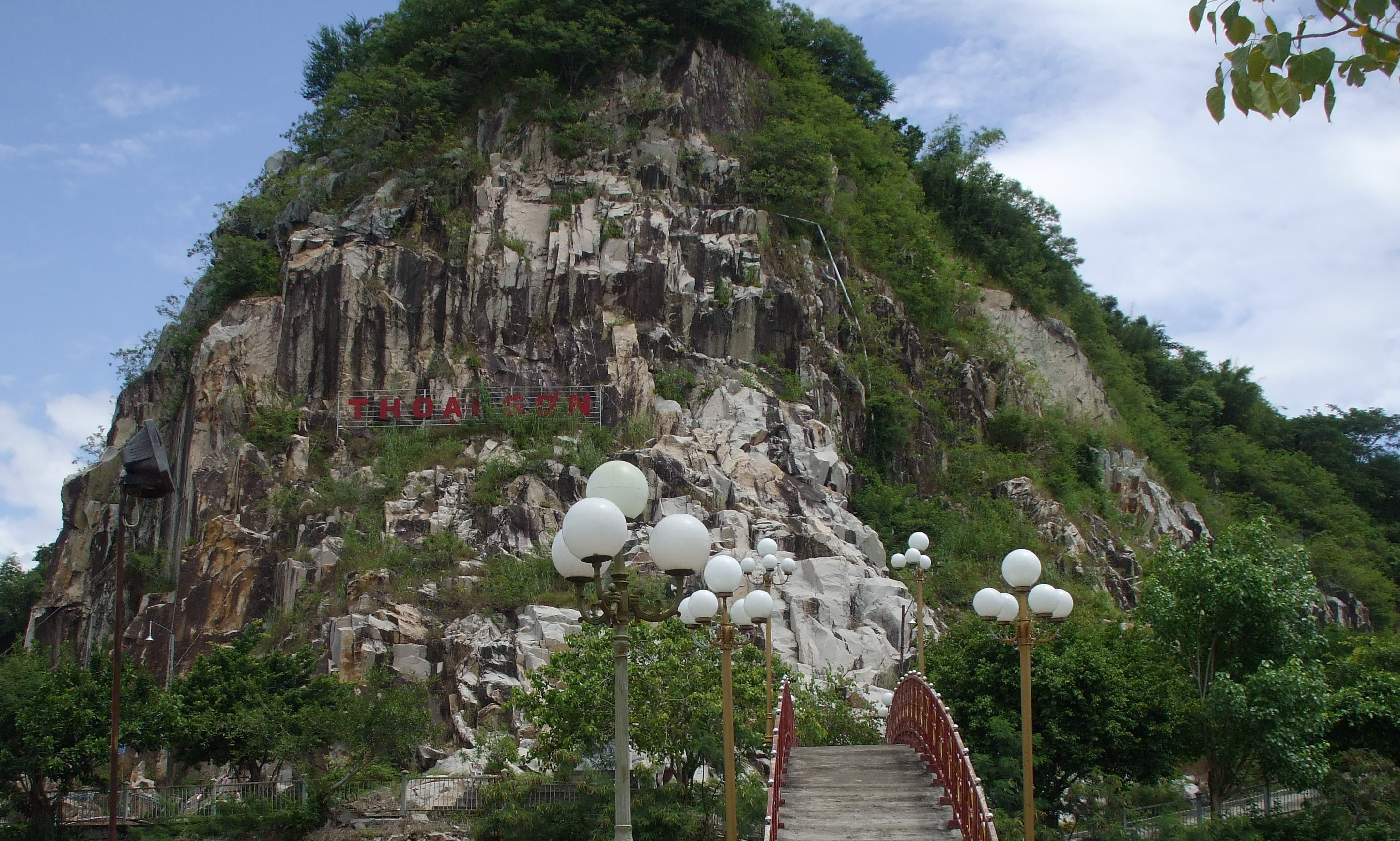
Núi Sập tức Thoại Sơn (An Giang).
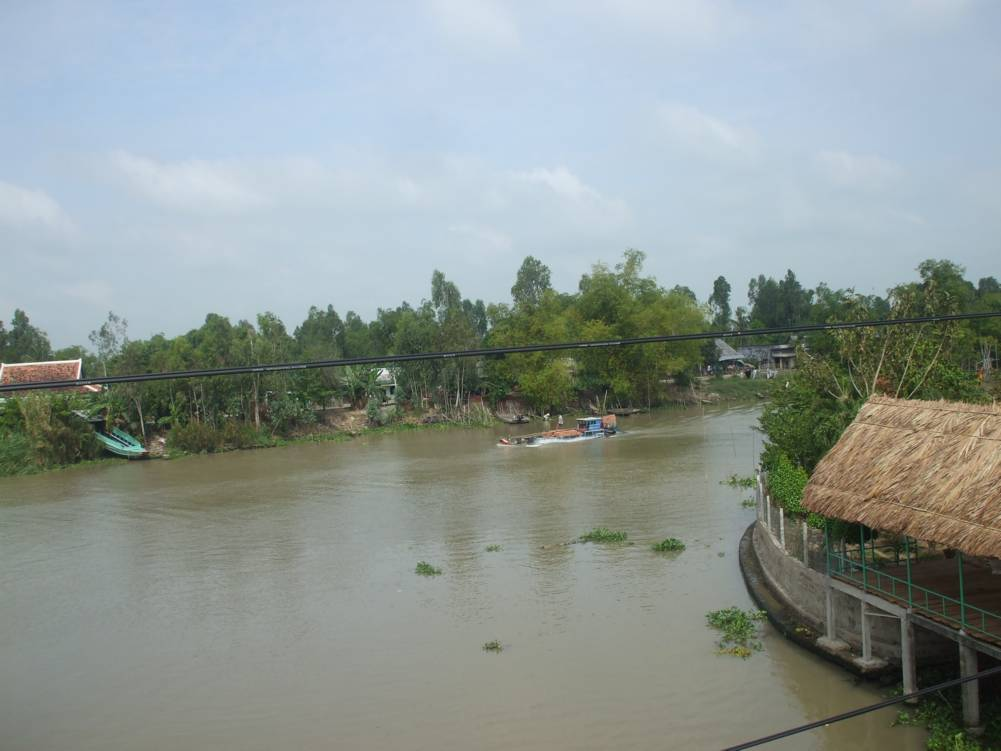
kênh Thoại Hà, đoạn chảy qua thị trấn Núi Sập.
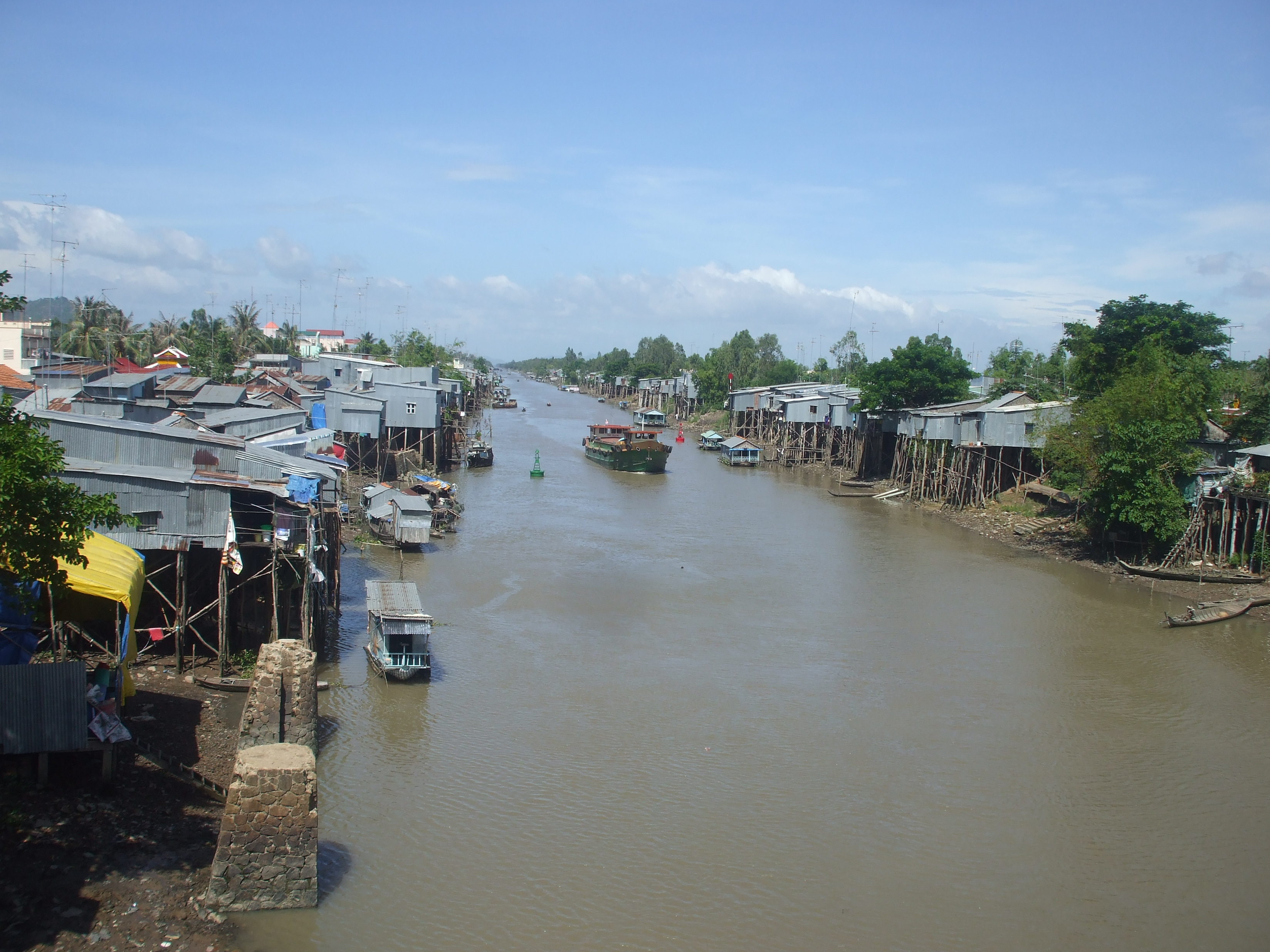
Kênh Vĩnh Tế, đoạn chảy qua cầu Vĩnh Nguơn (Châu Đốc).
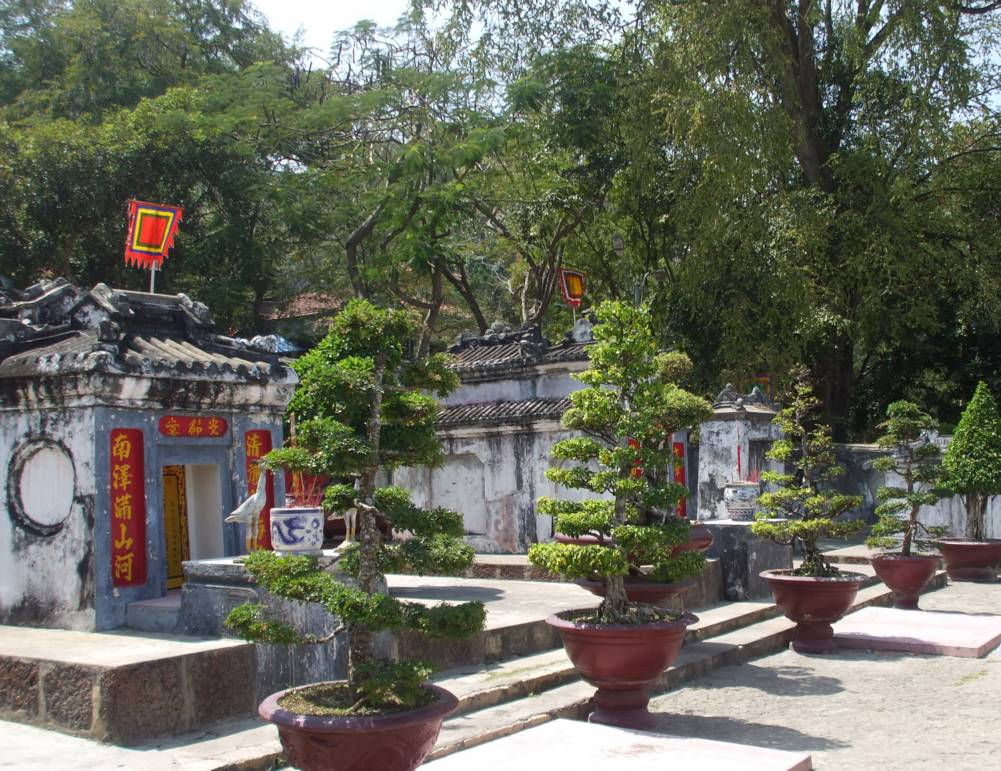
Các mộ: Thoại Ngọc Hầu (giữa), Châu Thị Tế (trái), Trương Thị Miệt (phải).

## Sách tham khảo chính
- Nguyễn Văn Hầu, Thoại Ngọc Hầu và những cuộc khai phá miền Hậu Giang. Nhà xuất bản Hương Sen, Sài Gòn, sách không ghi năm xuất bản.
- Nguyễn Q. Thắng–Nguyễn Bá Thế, Từ điển nhân vật lịch sử Việt Nam. Nhà xuất bản Khoa học xã hội, 1992.
- Nhiều tác giả, Kỷ yếu Hội thảo khoa học danh nhân Thoại Ngọc Hầu do Hội khoa học Lịch sử Việt Nam, UBND tỉnh An Giang và UBND thành phố Đà Nẵng phối hợp tổ chức và ấn hành năm 2009. Trong bài viết tắt là "kỷ yếu".
- Nhiều người soạn, Địa chí An Giang (tập 2) do UBND tỉnh An Giang tổ chức biên soạn & ấn hành năm 2007.
- Trần Đình Ba, Oan án công thần Thoại Ngọc hầu, http://baophapluat.vn/rubic–cuoc–song/oan–an–cong–than–thoai–ngoc–hau–297904.html